# Nothodoritis
Nothodoritis es un género monotípico de orquídeas epifitas. Su única especie: Nothodoritis zhejiangensis, es originaria de China.

## Descripción
Es una orquídea diminuta que prefiere el clima fresco, con hábito de epifita que crece con un tallo muy corto envuelto por vainas  y que lleva 1 a 3 hojas, delgadas, obovadas a  oblongas, ligeramente aguileña mucronada apicalmente, a menudo de color púrpura oscuro manchadas por debajo y a lo largo de los márgenes. Florece en la primavera en una inflorescencia basal, solitaria, delgada de 8 a 13 cm de largo, racemosa, con 8 a 19  flores.

## Distribución y hábitat
Se encuentra en el este de Zhejiang de China en las ramas en los bosques ralos o en los márgenes de bosques a elevaciones de 300 a 900 metros. 

## Taxonomía
Nothodoritis zhejiangensis fue descrita por Zhan Huo Tsi y publicado en Acta Phytotaxonomica Sinica 27(1): 59–61, pl. 1. 1989.
Etimología
Nothodoritis: nombre genérico que significa "similar a Doritis"
zhejiangensis: epíteto geográfico que alude a su localización en Zhejiang.
Sinonimia
- Doritis zhejiangensis (Z.H.Tsi) T.Yukawa & K.Kita